# Озровичи
Озровичи (вепс. Ozroil) — деревня в Пашозёрском сельском поселении Тихвинского района Ленинградской области.

## История

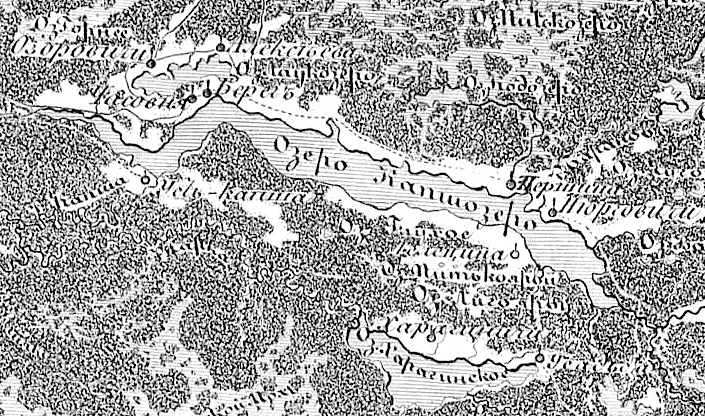
Деревня Озровичи на карте 1847 года

На семитопографической карте Новгородской губернии 1847 года упоминается как деревня Озоровичи.

ОЗРОВИЧИ (ОЗДРОВИЧИ) — деревня Оздровского общества, прихода Хмелезерского погоста. Озеро Лаукозеро. 

Крестьянских дворов — 18. Строений — 23, в том числе жилых — 18. Водяная мельница.

Число жителей по семейным спискам 1879 г.: 45 м. п., 48 ж. п.; по приходским сведениям 1879 г.: 45 м. п., 48 ж. п.

В конце XIX — начале XX века деревня административно относилась к Пелдушской волости 2-го земского участка 2-го стана Тихвинского уезда Новгородской губернии.

ОЗРОВИЧИ (ОЗРАШИ) — деревня Озровского общества, дворов — 17, жилых домов — 17, число жителей: 50 м. п., 53 ж. п.

Занятия жителей — земледелие, лесные заработки. Озеро Лаукозеро. Земская конная станция. (1910 год)

С 1917 по 1918 год деревня входила в состав Пелдушской волости Тихвинского уезда Новгородской губернии.
С 1918 года в составе Череповецкой губернии.
С 1927 года в составе Алексеевского сельсовета Капшинского района.
В 1928 году население деревни составляло 122 человека.
Согласно карте Ленинградской области Северо-западного аэрогеодезического треста ГГУ издания 1932 года деревня называлась Сельга и насчитывала 11 крестьянских дворов.
По данным 1933 года деревня Озровичи входила в состав Алексеевского сельсовета Капшинского района.
В 1958 году население деревни составляло 61 человек.
С 1963 года в составе Тихвинского района.
По данным 1966, 1973 и 1990 годов деревня называлась Озоровичи и также входила в состав Алексеевского сельсовета Тихвинского района.
В 1997 году в деревне Озровичи Алексеевской волости проживали 23 человека, в 2002 году — 17 человек (русские — 53 %, вепсы — 47 %).
В 2007 году в деревне Озровичи Пашозёрского СП проживали 22 человека, в 2010 году — 13.

## География
Деревня расположена в северо-восточной части района на автодороге 41К-946 (Озровичи — Пашозеро — Шугозеро — Ганьково).
Расстояние до административного центра поселения — 31 км.
Расстояние до ближайшей железнодорожной станции Тихвин — 129 км.
Деревня находится на северном берегу Алексеевского озера, к северу от Капшозера.

## Демография
| 2007 | 2010 | 2017 |
| ---- | ---- | ---- |
| 22   | ↘13  | →13  |

### Национальный состав
Согласно данным Всероссийской переписи населения 2021 года в деревне проживали 8 человек, из них:
 русские — 5, вепсы — 3 человека.

## Улицы
Правый переулок, Радужная.